# Il corvo - The Crow
Il corvo - The Crow (The Crow) è un film del 1993 diretto da Alex Proyas.
Basato sull'omonimo fumetto di James O'Barr, il film racconta la storia di Eric Draven, un musicista rock classico la cui anima, inquieta e tormentata, torna dall'Aldilà per vendicare la propria morte, insieme allo stupro e all'omicidio della sua fidanzata Shelly Webster. Durante le riprese, l'attore protagonista Brandon Lee, all'età di soli 28 anni, morì a seguito di un ferimento accidentale causato da un colpo di pistola e, a otto giorni dalla fine della produzione, le scene rimaste incomplete, che dovevano essere interpretate da lui, vennero gestite riscrivendo la sceneggiatura, ma anche grazie a una controfigura e a ricostruzioni digitali. Il film è dedicato a Lee e alla sua fidanzata, Eliza Hutton.
La pellicola fu distribuita a partire dal 13 maggio 1994 negli Stati Uniti dalla Miramax e, nonostante i numerosi contrattempi produttivi dovuti alla morte di Lee, ricevette un'ottima accoglienza dalla critica in virtù del suo stile visivo, premessa e profondità emotiva e per il suo omaggio all'attore defunto. Esordì in vetta al box office e diventò presto un film di culto, dando origine a un franchise che include tre sequel (Il corvo 2, Il corvo 3 - Salvation e Il corvo - Preghiera maledetta), una serie televisiva (Il corvo) e un remake del 2024 (The Crow - Il corvo).

## Trama
Detroit, 30 ottobre. Nella cosiddetta notte del diavolo, il sergente Darryl Albrecht è sulla scena di un crimine in cui una ragazza di nome Shelly Webster è stata picchiata e violentata. Il suo fidanzato, il musicista Eric Draven, è morto per strada dopo essere stato pugnalato, ferito da colpi di pistola e gettato fuori dalla finestra. La coppia aveva programmato di sposarsi il giorno seguente, ad Halloween. Mentre parte per l'ospedale con Shelly, Albrecht incontra una ragazza, Sarah, che dice di essere loro amica e che Eric e Shelly si prendono cura di lei. Albrecht con riluttanza le dice che Shelly sta morendo.
Un anno dopo, un misterioso corvo si posa sulla tomba di Eric e picchietta sulla lapide del giovane; Eric si risveglia ed esce dalla sua tomba. Nel frattempo, la banda di strada che ha perpetrato la morte di Eric e Shelly, guidata da T-Bird, sta appiccando incendi in città. Al suo ritorno nel suo vecchio appartamento, ormai abbandonato, Eric sperimenta flashback di T-Bird e della sua banda (Tin Tin, Funboy e Skank) che commettono l'omicidio. Eric scopre presto che tutte le ferite che riceve guariscono immediatamente; guidato dal corvo, si propone di vendicare l'omicidio suo e di Shelly uccidendo i colpevoli.
Il corvo aiuta Eric a localizzare Tin Tin; Eric lo uccide (pugnalandolo in tutti i principali organi corporei in ordine alfabetico) e prende il suo cappotto prima di andare al banco dei pegni dove Tin Tin ha dato in pegno l'anello di fidanzamento di Shelly, costringendo il proprietario, Gideon, a restituirlo. Poi, in seguito a una provocazione del negoziante, fa saltare in aria il negozio con la benzina, risparmiando Gideon in modo che possa avvertire gli altri. Dopo aver trovato Funboy con la madre tossicodipendente di Sarah, Darla, e averlo ucciso (facendolo andare in overdose con la sua stessa scorta di morfina), Eric affronta Darla, spremendo la morfina dalle sue vene, facendole capire che Sarah ha bisogno che lei sia una buona madre per lei. Entrando nell'appartamento, Grange (il braccio destro di Top Dollar) vede Eric uscire e sparire dalla finestra. Più tardi Top Dollar, il boss del crimine che controlla tutte le bande di strada della città, e la sua amante/sorellastra Myca sono venuti a conoscenza delle azioni di Eric attraverso la testimonianza di Gideon e di Grange. Top Dollar, scettico su quello che ha raccontato Gideon, lo uccide ignorando le sue parole.
Eric visita Albrecht, spiegandogli chi è e perché è qui. Albrecht gli dice quello che sa della morte di Shelly e che l'ha vista soffrire per trenta ore prima di morire. Eric tocca Albrecht e, attraverso delle visioni, percepisce il dolore che Shelly ha provato in quelle ore. Dopo aver lasciato l'appartamento di Albrecht, salva Sarah dall'essere investita da un'auto mentre tornava a casa. Nasconde il suo volto ma le dà un indizio sulla sua identità prima di scomparire.
T-Bird e Skank si fermano in un minimarket per prendere provviste, ed Eric arriva e rapisce T-Bird. Skank segue la coppia e assiste all'uccisione di T-Bird, che legato alla sua auto viene fatto esplodere e affondare, avvolto nelle fiamme, nel fiume; in preda al panico fugge e va da Top Dollar chiedendogli aiuto, ma viene picchiato dallo scettico criminale, che ancora si ostina a non credere che sia Eric il responsabile della morte dei suoi uomini, benché Grange, il suo braccio destro, ne abbia controllato la tomba, trovandola aperta e vuota. La mattina dopo, Sarah e sua madre iniziano a riparare il loro rapporto teso, e Sarah va a casa di Eric per dirgli che le mancano lui e Shelly. Eric le assicura che, anche se non possono più essere amici, si preoccupa ancora di lei. Quella notte stessa Top Dollar tiene un incontro con i suoi associati dove discutono di nuovi piani per le loro attività criminali della Notte del Diavolo. Eric arriva, alla ricerca di Skank, chiedendo a Top Dollar di lasciargli uccidere solamente lui per concludere la sua vendetta ma, davanti al suo rifiuto, lo provoca e il boss ordina ai suoi uomini di freddarlo. Ne segue uno scontro a fuoco, con quasi tutti i presenti uccisi. Compiuto il massacro, Eric acciuffa Skank e, dopo un breve scambio di battute, lo uccide gettandolo giù da una finestra. Top Dollar, Myca e Grange fuggono e Myca ipotizza che uccidendo il corvo, la sua guida, Eric non sarà più immortale.
Eric, terminata la sua vendetta, torna alla sua tomba. Sarah lo saluta e lui le regala l'anello di fidanzamento di Shelly. Mentre Sarah torna a casa, Grange la rapisce e la porta nella chiesa dove Top Dollar e Myca stanno aspettando. Attraverso il corvo, Eric si rende conto di quello che è successo e va a salvarla. Grange spara al corvo dopo che è volato nella chiesa, privando Eric della sua immortalità. Myca afferra il corvo ferito, con l'intenzione di prendere il suo potere mistico.
Albrecht arriva, volendo rendere omaggio a Eric, subito dopo che Eric è stato colpito e ferito. Top Dollar afferra Sarah e sale sul campanile mentre ne segue uno scontro a fuoco, e Albrecht, nonostante venga ferito, uccide Grange. Il corvo sfugge alla presa di Myca, le strappa gli occhi e la fa cadere dal campanile verso la morte. Quando Albrecht è ferito, Eric sale sul tetto della chiesa da solo. Lì, Top Dollar ammette la responsabilità ultima per la morte di Eric e Shelly. Nella loro lotta, Eric dà a Top Dollar le trenta ore di sofferenze che ha assorbito da Albrecht, facendo cadere anche lui dal tetto della chiesa e impalare su una guglia.
Sarah accompagna Albrecht all'ospedale, ed Eric si riunisce con Shelly sulle loro tombe. Il corvo, che porta l'anello di fidanzamento di Shelly nel becco, atterra sulla tomba di Eric e lascia cadere l'anello nella mano di Sarah prima di volare via sopra la città e nella notte, mentre il monologo di Sarah afferma che mentre le case bruciano e le persone muoiono, il vero amore è per sempre.

## Produzione
Le parole del regista Alex Proyas:
“Lo vidi crollare a terra, con un lamento. Il foro del proiettile mi parve perfettamente simulato e il sangue era forse fin troppo abbondante, ma nel complesso la scena era riuscita a meraviglia e dopo aver gridato “stop” dissi che ne avremmo girata un’altra, più che altro per sicurezza. Sul set tutti si mossero per rigirare la scena e Brandon Lee rimase disteso al suolo, immobile. Visto che non si muoveva, mi avvicinai a lui e notai che la macchia di sangue continuava ad allargarsi. Mi chinai, toccai con il dito quel liquido. Era tiepido e denso, come sangue vero e sul set cadde un silenzio di morte. La prima persona a capire fu Eliza Hutton, fidanzata di Brandon, che faceva parte del cast come assistente alla produzione. Lanciò un urlo e si precipitò verso Brandon, mentre io mi rendevo conto che respirava debolmente e che le sue condizioni dovevano essere gravi. Brandon venne trasportato d’urgenza al più vicino ospedale. I dottori trovarono un corpo metallico nello stomaco che gli provocò la ferita mortale”.
Il 31 marzo 1993, Wilmington (Carolina del Nord), quando mancavano tre giorni alla fine delle riprese del film, Brandon Lee venne accidentalmente ucciso da una pistola che doveva essere caricata a salve. Lee aveva completato quasi tutte le battute e lo staff decise di lasciare alla fine le scene dei flashback di Eric e Shelly, in modo che l'attore completasse il film senza il make up.
La tragedia fu causata da una disattenzione dello staff, che non aveva controllato con la perizia necessaria la pistola che doveva servire per la scena. Per motivi di tempo, non avendo colpi a salve, alcuni membri della troupe comprarono proiettili veri e ne rimossero la polvere da sparo all'interno, ricongiungendo il proiettile alla capsula a percussione. La pistola venne usata in diverse riprese, ma all'interno della canna rimase bloccato un proiettile per via di una carica debole. Il difetto passò inosservato, l'arma venne poi ricaricata con proiettili a salve e usata per girare la scena fatale. Per via della breve distanza, forse intorno ai 3 metri, e della canna ostruita, una carica a salve fu sufficientemente forte da far partire il proiettile bloccato che colpì Brandon all'addome.
La scena fatale è quella in cui all'appena resuscitato Eric, tornato nella sua abitazione e turbato dai ricordi di quella tragedia, ritornano alla mente le dinamiche della sua morte. In quel momento l'arma che lo uccise era in mano a Michael Massee (Funboy) il quale, inconsapevole del suo malfunzionamento, lo colpì ferendolo gravemente. Dopo l'incidente, Brandon fu ricoverato d'urgenza al "New Hanover Regional Medical Center" di Wilmington, dove morì dopo una vana operazione di circa 12 ore.
Con la morte di Lee, concludere il film fu più arduo del previsto, non solo perché alcune parti del deceduto attore dovevano essere completate ma anche perché alcuni interpreti non parteciparono alla sua ultimazione. Sofia Shinas (Shelly), che assistette al dramma, si rifiutò di proseguire e tornò nella sua abitazione a Los Angeles. Anche Ernie Hudson (Albrecht) abbandonò per motivi familiari, a causa della morte di suo cognato. A due mesi dal decesso dell'attore, la troupe, anche per volere della fidanzata di Brandon, Eliza Hutton, decise di completare il film e i restanti attori continuarono a parteciparvi, compreso Michael Massee, che però cadrà in depressione, per un certo periodo, a causa della tragedia.
Dopo il grave incidente la produzione cinematografica statunitense stabilì che nelle sparatorie le armi non venissero più puntate direttamente verso gli individui, ma con un'angolazione di 30°. Per alcune scene del film Brandon Lee venne creato al computer.
Grazie all'aggiunta di tagli di altre scene e dei montaggi digitali, Il corvo poté essere ultimato, con l'aggiunta di un costo di 8 milioni di dollari, in totale 23 milioni di dollari vennero spesi per creare il film. Inoltre, in molte parti della pellicola, il ruolo di "Eric Draven" venne affidato a Chad Stahelski e Jeff Cadiente, stuntman e grandi amici di Brandon.
La pellicola è stata completata grazie alle controfigure e un parziale riutilizzo del "girato" unito a tecniche di computer grafica. Le scene realizzate dopo l'incidente accaduto a Lee sono le seguenti:
1. Eric torna per la prima volta nel suo appartamento. Una sequenza in cui Brandon Lee avanza in un vicolo, durante la pioggia, è stata rielaborata per mostrarlo invece mentre entra dalla porta; sono state aggiunte gocce d'acqua provenienti dall'alto (imputabili ad una tubatura perforata) per giustificare il fatto che l'attore fosse bagnato. Tutta la restante scena in cui Eric viene disturbato dal ricordo del suo assassinio e dello stupro di Shelly (compresa la scena in cui Massee uccise Lee nella realtà) è stata interamente rifatta da uno dei suoi stuntman.
2. La scena del trucco. L'attore è una controfigura e il volto di Brandon, visibile riflesso nello specchio rotto, è stato aggiunto in seguito, adeguatamente alterato.
3. Le due parti quando Draven suona la chitarra sul tetto della sua abitazione.
4. La scena dove il protagonista prepara la condanna a morte di T-Bird (David Patrick Kelly), riempiendo la sua auto di esplosivi. Draven, interpretato da una controfigura, non parla e non viene mostrato in volto e i brevi istanti in cui si nota il suo viso in primo piano fanno parte di una scena tagliata.
5. Quando Sarah visita l'appartamento, il viso di Eric non viene mai inquadrato perché si tratta di una controfigura.
6. Dopo aver ucciso Skank (Angel David), Eric scappa sui tetti per sfuggire dalla polizia e viene aiutato dal poliziotto Albrecht. Il tutto venne girato da uno stuntman.

## Colonna sonora
La colonna sonora del film vanta partecipazioni di famosi artisti, sia in interpretazioni originali sia in cover di altre band. La particolare atmosfera del film è stata ben sottolineata da brani punk, metal e gothic e l'album ha avuto un buon riscontro di vendite.
Si noti che il brano d'apertura, Burn dei Cure, può essere considerato una chiusura del cerchio perché, come riferito dallo stesso James O'Barr, il gruppo inglese con la sua musica lo ispirò nella creazione della storia.
Non è invece presente alcun brano dei Bauhaus il cui cantante Peter Murphy fu la base per O'Barr nell'ideare le fattezze di Eric.
1. Burn - The Cure (Robert Smith, Simon Gallup, Boris Williams, Perry Bamonte) – 6:39
2. Golgotha Tenement Blues - Machines of Loving Grace (Scott Benzel, Mike Fisher, Stuart Kupers, Thomas Melchionda) – 4:01
3. Big Empty - Stone Temple Pilots (Dean DeLeo, Scott Weiland) – 4:56
4. Dead Souls - Nine Inch Nails (Joy Division) – 4:54
5. Darkness - Rage Against the Machine (Rage Against the Machine) – 3:41
6. Color Me Once - Violent Femmes (Gordon Gano, Brian Ritchie) – 4:09
7. Ghostrider - Rollins Band (Martin Rev, Alan Vega) – 5:45
8. Milktoast (also known as Milquetoast) - Helmet (Page Nye Hamilton) – 3:59
9. The Badge - Pantera (Poison Idea) – 3:54
10. Slip Slide Melting - For Love Not Lisa (For Love Not Lisa) – 5:47
11. After the Flesh - My Life with the Thrill Kill Kult (Buzz McCoy, Groovie Mann) – 2:59
12. Snakedriver - The Jesus and Mary Chain (William Reid, Jim Reid) – 3:41
13. Time Baby III - Medicine (Jim Goodall, Brad Laner, Jim Putnam, Ruscha, Beth Thompson) – 3:52
14. It Can't Rain All the Time - Jane Siberry (Graeme Revell, Jane Siberry) – 5:34

Oltre a questo disco, esiste anche un album con la colonna sonora originale creata per il film dal compositore Graeme Revell che include partiture orchestrali insieme a contaminazioni decisamente metal.

## Distribuzione

### Edizione italiana
Il doppiaggio italiano del film fu eseguito dal Gruppo Trenta e diretto da Mario Cordova su dialoghi di Ruggero Busetti.

### Edizioni home video
La versione italiana del DVD fu realizzata in 4:3, e nonostante siano successivamente uscite diverse edizioni (cofanetti, collector edition) non fu pubblicata una versione in 16:9 fino al 2009, quando Medusa Home Entertainment distribuì una versione sia in DVD che in Blu-ray in 16:9, con caratteristiche audio medesime alle versioni precedenti (ormai fuori catalogo da anni).
Nel mese di maggio 2024 la Midnight Factory riproporrà il film sul mercato italiano per la prima volta in versione 4K ed in Bluray.

## Accoglienza

### Incassi
Distribuito il 13 maggio 1994 in 1.573 cinema, il film debuttò al primo posto del botteghino nordamericano con un incasso di quasi 12 milioni nel suo primo weekend. In totale incassò oltre 50 milioni negli Stati Uniti contro un budget di 23 milioni di dollari. In Italia fu l'ottavo film per incassi della stagione cinematografica 1994-95.

### Critica
Il film venne accolto positivamente dalla critica. Sul sito Rotten Tomatoes registra una valutazione pari a 87% basata su 75 recensioni professionali, con un punteggio medio di 7,2/10. Il consenso critico del sito recita: "Pieno di classe e di energia oscura e torbida, Il corvo è una festa visiva ricca di azione che possiede anche un'anima nella performance del compianto Brandon Lee". Su Metacritic ha invece un punteggio di 71 basato su 14 recensioni.

## Riconoscimenti
- 1995 - BMI Film & TV Award
  - Miglior colonna sonora a Graeme Revell
- 1995 - MTV Movie Awards
  - Miglior canzone (Big Empty)
  - Candidatura per Miglior film
  - Candidatura per Migliore performance maschile a Brandon Lee
- 1995 - Saturn Award
  - Candidatura per Miglior regia a Alex Proyas
  - Candidatura per Migliori costumi a Arianne Phillips
  - Candidatura per Migliori effetti speciali a Andrew Mason

## Altri media
Al film sono ispirati un romanzo scritto da Kenneth Roycroft che segue fedelmente le vicende del film, e una breve serie a fumetti edita dalla Image Comics (cominciata nel 1999 e interrotta dopo dieci numeri) che unisce elementi del fumetto originale di O'Barr con altri ripresi dal film (come l'amicizia tra Sarah ed Eric e Shelly prima della loro morte e l'uccisione dei due ragazzi per aver occupato un locale cui la banda di malviventi era interessata).

### Sequel
Il 30 agosto 1996 fu distribuito negli Stati Uniti il sequel Il corvo 2. In questo film Vincent Pérez interpreta Ashe Corven, che, insieme a suo figlio Danny, viene ucciso da dei criminali e risorge come il nuovo Corvo. Il personaggio di Sarah (interpretato stavolta da Mia Kirshner) riappare in questo film e assiste Ashe. Il film vede nel cast anche Iggy Pop, che, secondo il libretto inserito nella colonna sonora del film, fu la prima scelta del produttore per Funboy ne Il corvo - The Crow ma non fu in grado di partecipare a causa dei suoi impegni. Successivamente uscirono altri due sequel, Il corvo 3 - Salvation (2000) e Il corvo - Preghiera maledetta (2005), ognuno con un diverso protagonista e senza legami di continuità diretti né coi film precedenti né tra di loro. A differenza del film originale, tutti e tre i sequel furono stroncati dalla quasi totalità della critica.

### Serie televisiva
Tra il 1998 e il 1999 fu trasmessa una serie televisiva canadese di 22 episodi, Il corvo, basata più sul film che sul fumetto. Eric Draven è interpretato da Mark Dacascos.

### Remake
Il 1º aprile 2022, The Hollywood Reporter ha annunciato un nuovo tentativo di remake, con Bill Skarsgård nel ruolo di Eric Draven, la regia di Rupert Sanders e la coproduzione di Edward R. Pressman e Malcolm Gray. Giorni dopo, il sito riportò anche che la cantante FKA twigs era stata scelta come interprete della fidanzata del protagonista, Shelly Webster. Secondo quanto riferito, nel luglio 2022 la produzione del remake era in corso a Praga, nella Repubblica Ceca. Entro il 26 agosto 2022, Danny Huston è stato scelto per il ruolo del cattivo principale del lungometraggio cinematografico. Il 16 settembre 2022, la produzione della pellicola ha terminato. Il film remake, intitolato The Crow - Il corvo, con trailer visibile online, è uscito al cinema nel 2024, tramite Lionsgate Films, a trent'anni dall'originale ancora riconosciuto per l'interpretazione di Lee.